# 振聲社
23°00′01″N 120°11′51″E / 23.0002571°N 120.1974983°E
振聲社，1793年（乾隆58年）在府城三郊支持下創館，存續至今有232年歷史，是臺灣南管少數成立超過200年的南管社團之一，曾先後移駐於臺南水仙宮、普濟殿、祀典武廟。:16—18
2000年（民國89年）年底赤崁清音南樂社大部分成員加入，將社團館址自祀典武廟六和堂移至臺南市中西區忠孝街。爾後振聲社經常舉辦南管音樂演出，以饗大眾，並曾數次獲得「台南市傑出演藝團隊」之殊榮。

## 歷史大事記

### 清治至日治
1793年（清乾隆58年），振聲社在三郊商人的支持設立，此時多由商人、仕紳所組成，館址設於臺灣府城西定坊北勢街臺南水仙宮。創辦負責人張大川從閩南地區聘請師資教授南管，全盛時期有社員超過百人。:16 ，後部分社員遷至普濟殿。
1895年：曾一度遷入祀典武廟，後再回到水仙宮，後皆以水仙宮為舞台:21 。
1915年(日本大正14年)社員江吉四離開振聲社，在多位振聲社社員的協助下，創立南聲社，成為該社首任社長與館先生。
1930年2月15日：臺南開山神社祭典與六和境祀典武廟、十八境興濟宮送天師聯合舉辦，振聲社參與遶境 。
日治時期也參與府城迎送北港朝天宮媽祖與南鯤鯓代天府鯤鯓王，以及大天后宮鎮南媽遶境。

### 戰後
戰後再遷入祀典武廟，並以其六和堂為館閣所在地 :21。
1956年：先賢李瓊瑤於六興境帆寮慈蔭亭創立同聲社，後約在民國67年，合併回振聲社，在武廟練習:19。
1990年：因祀典武廟進行大修，社團物品皆由社員陳進丁保管，社團暫時停止活動。
1995年：祀典武廟整修完畢，搬回六和堂，開始重新運作。
1996年: 重新招生，張鴻明為館先生，另聘南聲社蔡小月為助教，每周六、日下午2點至5點，于六和堂進行教學與練習。並有來自屏東、高雄、台南、嘉義、澎湖等地弦友經常來此和樂，自有一番熱鬧。

### 2000年後
2000年：振聲社僅存館先生張鴻明和社員陳進丁，為維持館閣命脈之傳承，商請赤崁清音南管樂社的部分社員加入振聲社，在臺南市中西區忠孝街復辦活動。同年12月13日，重新向台南市政府登記負責人陳進丁、指導老師張鴻明、社長施炳華。:16—17
2002年：在與赤崁清音南樂社整合期間，以赤崁清音南樂社之名義入選「台南市傑出演藝團隊」徵選。
2004年：振聲社首度獲得「台南市傑出演藝團隊」傳統戲曲獎；並於11月27日在國立臺南大學）雅音樓，舉行復社後的首次公演《南管清音梅花操》。:7
2006年：再度獲得「台南市傑出演藝團隊」。舉辦專場南管音樂會《南管古樂．百鳥歸巢：張鴻明與振聲社南管演奏會》。
2007年：國立成功大學中文系教授三慶與南台科技大學通識教育中心施炳華教授推動建置「台灣說唱數位典藏網站」，與振聲社、中國福建省藝術學校泉州分院（今福建省泉州藝術學校）李麗敏講師合作，針對南管音樂及戲曲文本進行整理、校釋，以及語詞彙釋和研究文獻補充。
2009年：舉辦專場南管音樂會《踏花歸去馬蹄香》。
2010年：三度獲得「台南市傑出演藝團隊」。舉辦專場南管音樂會《振聲社復社10週年紀念音樂會》。於北區玉皇玉聖宮開設「南管研習班」（至2013）。
2011年：四度獲得「台南市傑出演藝團隊」。舉辦專場南管音樂會《四時傳古韻．大曲透遺音》。
2012年：五度獲得「台南市傑出演藝團隊」。舉辦專場南管音樂會《來去聽南管》。
2013年：振聲社Blog因奇摩Blog停止服務，故遷移至Blogger至今，並六度獲得「台南市傑出演藝團隊」。並輔導玉皇玉聖宮成立南管社團御音聖樂社。舉辦專場南管音樂會《一紙相思》。
2015年：辦理Instagram官方帳號「臺南振聲社」，2018年正式啟用。
2018年：創社225週年慶，舉辦專場南管音樂會《月照芙蓉》。

## 先賢&人物
振聲社創館至今232年，經歷過數代人物的發展，館閣中存有一份「先賢圖」，上謄有對振聲社有功之先賢。先賢圖的最上方為「五少先賢之位」，下方是「振聲社先賢之位」，現有記載135名先賢，每年春秋二祭，先祀郎君爺，再祭先賢，以享先賢之精神。以下參照振聲社先賢圖之簡介。

### 理事長\社長
社長為館閣的代表人，對內負責行政事務，對外負責交際工作；在不同館閣有不同相對應稱呼，如「理事長」、「社長」、「館東」、「管理人」等。
- 黃天補：武廟時期理事長[11]，同時也是延平詩社成員。
- 曾再貴：武廟時期理事長[11]。
- 陳進丁: 武廟時期最後一任理事長，西元2000年10月，邀請臺南市文化基金會的南管研習班(赤崁清音南樂社)大部分成員入社，同時並將館址自武廟搬移至中西區忠孝街112號，再為振聲社開啟新頁。振聲社社長。
- 施炳華: 國立成功大學中文系教授退休，赤崁清音南樂社創辦人、振聲社社長。
- 蔡芬得: 赤崁清音南樂社社長、振聲社社長同時兼任振聲社館先生、2021年登錄為臺南市市定南管保存者。

### 先生
先生（sian-sinn）是對於駐館傳授音樂的教師，學界稱為「館先生」，是館閣的核心人物之一。南管音樂史上有多位知名南管樂人曾在振聲社傳承音樂藝術。
- 林老顧：臺南人，是人稱「老顧先」的南管名師，曾任教海寮普陀寺清和社、總郊振聲社、頂茄萣賜福宮振樂社[11]。
- 王雨寬：人稱「雨寬先」的南管名師，曾任教於鹽水港清平社、南聲社[11]。
- 許道全：嘉義人，知名南管名師，善洞簫、指譜；曾任教嘉義鳳聲閣、湖內鳳聲社、梓官聚雲社[11]。
- 胡罔市：臺南人，女性館先生，自幼學習南管，善唱曲、琵琶，亦是同聲社社員[11]。
- 張鴻明（1920-2013）：福建省同安縣人，臺灣第一位重要傳統藝術（南管音樂）保存者。1948年來臺，定居臺南，1954年接任南聲社館先生，1975年開始受聘於振聲社，曾經活躍於振聲社、南聲社、同聲社、和聲社等館閣傳師授藝[12][13]。
- 陳鍾燦（1873-1933）
- 陳田（1898-1966）
- 吳再全（1911-1991）

### 站山
站山是為南管館閣出錢出力的贊助者，但並不一定有學習南管。
- 張炎：臺南舊永瑞珍餅舖創辦人。
- 許世祿

### 家私腳與曲腳
家私腳為專攻南管樂器演奏者；曲腳則是專攻南管樂曲之演唱。

## 文物
- 清代琵琶「寄情」：琴身刻有「丁巳年」，為嘉慶2年（1797年），以金石銅線聲聞名。
- 指譜籤筒：
- 樂譜：日治時期先賢手抄之樂譜。
- 羅秀惠對聯：「振鐸維雅音不墜，聲情寄古調獨彈。」書於1931年。
- 古匾「振以成聲」：頂茄萣振樂社贈，年代不詳（現藏於六和堂）。
- 古匾「聲徹靈衢」：頂茄萣賜福宮贈，年代不詳（現藏於六和堂）。

## 出版品

### Live DVD
| 年份 | 標題                                         | 演出地點                   |
| ---- | -------------------------------------------- | -------------------------- |
| 2004 | 南管清音梅花操：振聲社復社公演               | 國立臺南大學雅音樓         |
| 2006 | 南管古樂．百鳥歸巢：張鴻明與振聲社南管演奏會 | 國立臺南大學雅音樓         |
| 2009 | 踏花歸去馬蹄香：振聲社南管演奏會             | 國立臺南大學雅音樓         |
| 2010 | 振聲社復社10週年紀念音樂會：靈山梵音之四不應 | 國立臺南大學雅音樓         |
| 2011 | 四時傳古韻．大曲透遺音：振聲社南管音樂會     | 國立臺南大學雅音樓         |
| 2012 | 來去聽南管：振聲社南管音樂會                 | 國立臺南大學雅音樓         |
| 2013 | 一紙相思：振聲社南管音樂會                   | 涴莎藝術展演中心（永華館） |
| 2018 | 月照芙蓉：振聲社南管音樂會                   | 國立臺南大學雅音樓         |

## 外部連結
- 振聲社-百年南管館閣@台南府城的Facebook專頁
- 臺南振聲社Tsin-sing-sia official的Instagram帳戶
- YouTube上的南管百年館閣振聲社頻道
- 南管振聲社板工的Plurk專頁
- 南管百年館閣--振聲社的Blogger部落格
- YouTube上的張鴻明老師與振聲社：南管藝師張鴻明百歲冥誕紀念
- 王三慶、施炳華主持：台灣說唱數位典藏網站 （页面存档备份，存于）（振聲社參與計畫合作）